# Gare de Couilly - Saint-Germain - Quincy
La gare de Couilly - Saint-Germain - Quincy est une gare ferroviaire française de la ligne d'Esbly à Crécy-la-Chapelle, située sur le territoire de la commune de Saint-Germain-sur-Morin, limitrophe de Couilly-Pont-aux-Dames et peu éloignée de Quincy-Voisins, dans le département de Seine-et-Marne en région Île-de-France.
La station est mise en service le 12 juillet 1902 par la compagnie des chemins de fer de l'Est. C'est aujourd'hui une gare de la Société nationale des chemins de fer français (SNCF) desservie par les trains du réseau Transilien Paris-Est (ligne P).
À partir du 22 mars 2025, la ligne est renommée T14.

## Situation ferroviaire
Établie à 45 mètres d'altitude, gare de Couilly - Saint-Germain - Quincy est située au point kilométrique (PK) 5,013 de la ligne d'Esbly à Crécy-la-Chapelle, entre les gares de Montry - Condé et Villiers - Montbarbin.

## Histoire

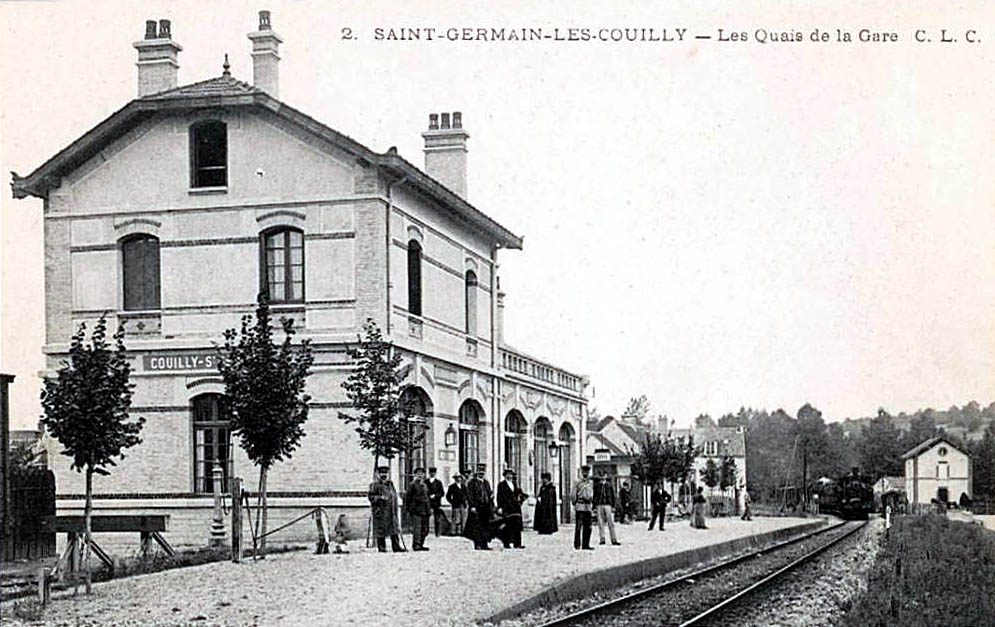
Bâtiment voyageurs et quais de la gare vers 1905.

Dès le 17 juillet 1879, une première loi mentionne une ligne d'intérêt général d'Esbly à Coulommiers. La loi du 30 avril 1886  confirme ce choix, en concédant « à titre éventuel » cette ligne à la compagnie des chemins de fer de l'Est. Il faut néanmoins attendre le 10 août 1893 pour que paraisse le décret, signé par le président de la République Sadi Carnot, confirmant la concession tout en la déclarant d'utilité publique. Les tractations pour le tracé et le financement retardent le début des travaux qui n'intervient qu'en 1895 et la compagnie de l'Est ouvre la station et sa ligne au service commercial le 12 juillet 1902.
Dénommée « Couilly - Saint-Germain », la gare bénéficie d'un bâtiment voyageurs identique au bâtiment type expérimenté pour la gare de Crécy-la-Chapelle, avec une disposition inversée par rapport à Crécy (la partie haute servant de logement pour le chef de gare se trouve à l'autre extrémité). La gare comprend également une halle à marchandises.
En 1929, sa dénomination évolue avec l'ajout de Quincy.
En 2022, selon les estimations de la SNCF, la fréquentation annuelle de la gare est de 84 535 voyageurs.

## Services voyageurs

### Accueil
À partir de 2015, la gare est devenue une halte à accès libre, sans agent commercial. Elle est équipée d'un automate pour la vente des titres de transport Transilien.

### Desserte
La gare est desservie par un tram-train circulant sur la ligne d'Esbly à Crécy-la-Chapelle. En gare d'Esbly, le tram-train assure la correspondance avec les trains du réseau Transilien Paris-Est (ligne P) de la ligne Paris à Meaux via Chelles.
Depuis le 8 mars 2022, les rames Avanto (Siemens) sont remplacées par des rames Citadis Dualis (Alstom) de type tram-train circulant sur les lignes T4 et T11 Express du tramway d'Île-de-France.

Installations et desserte
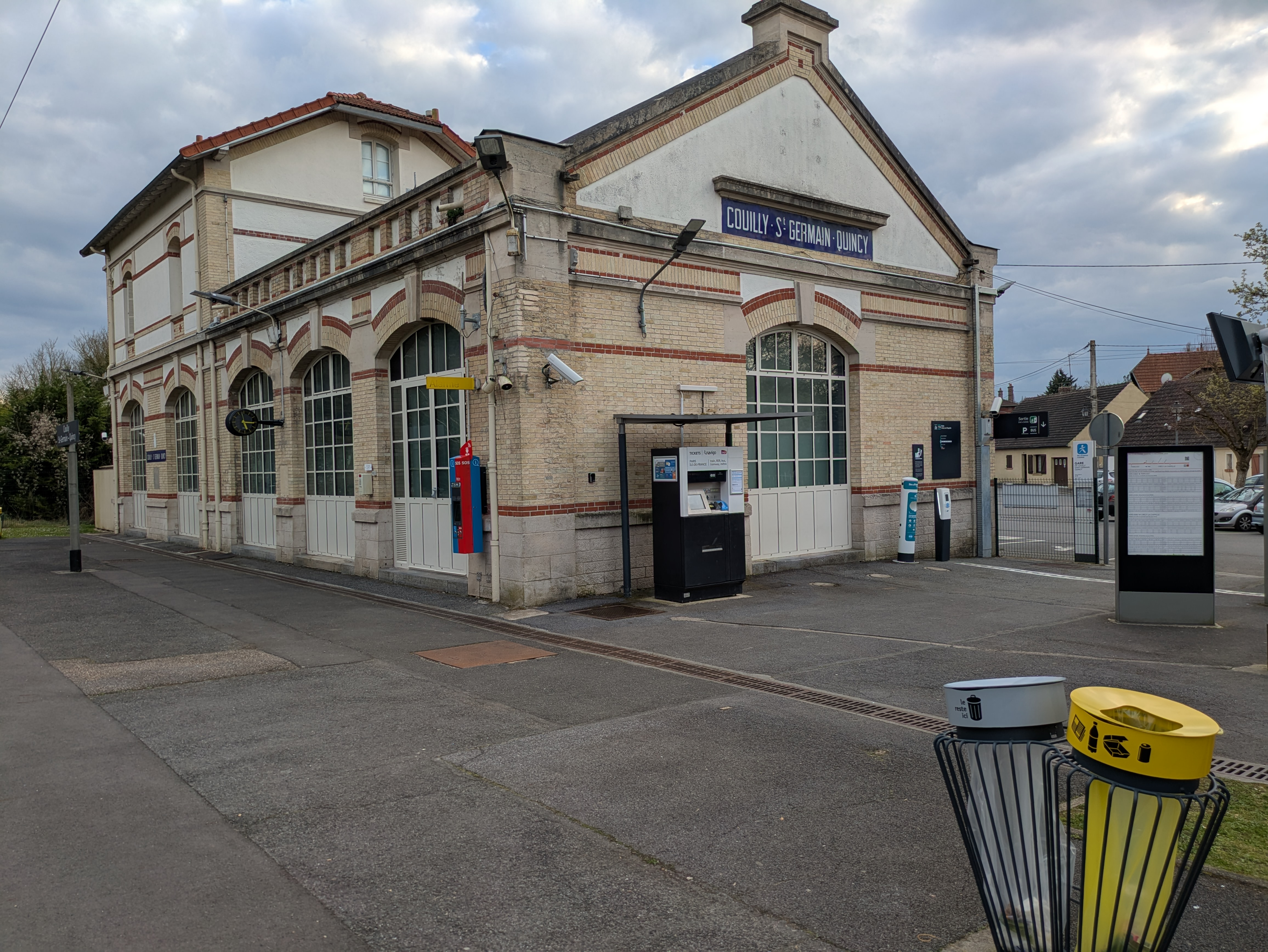
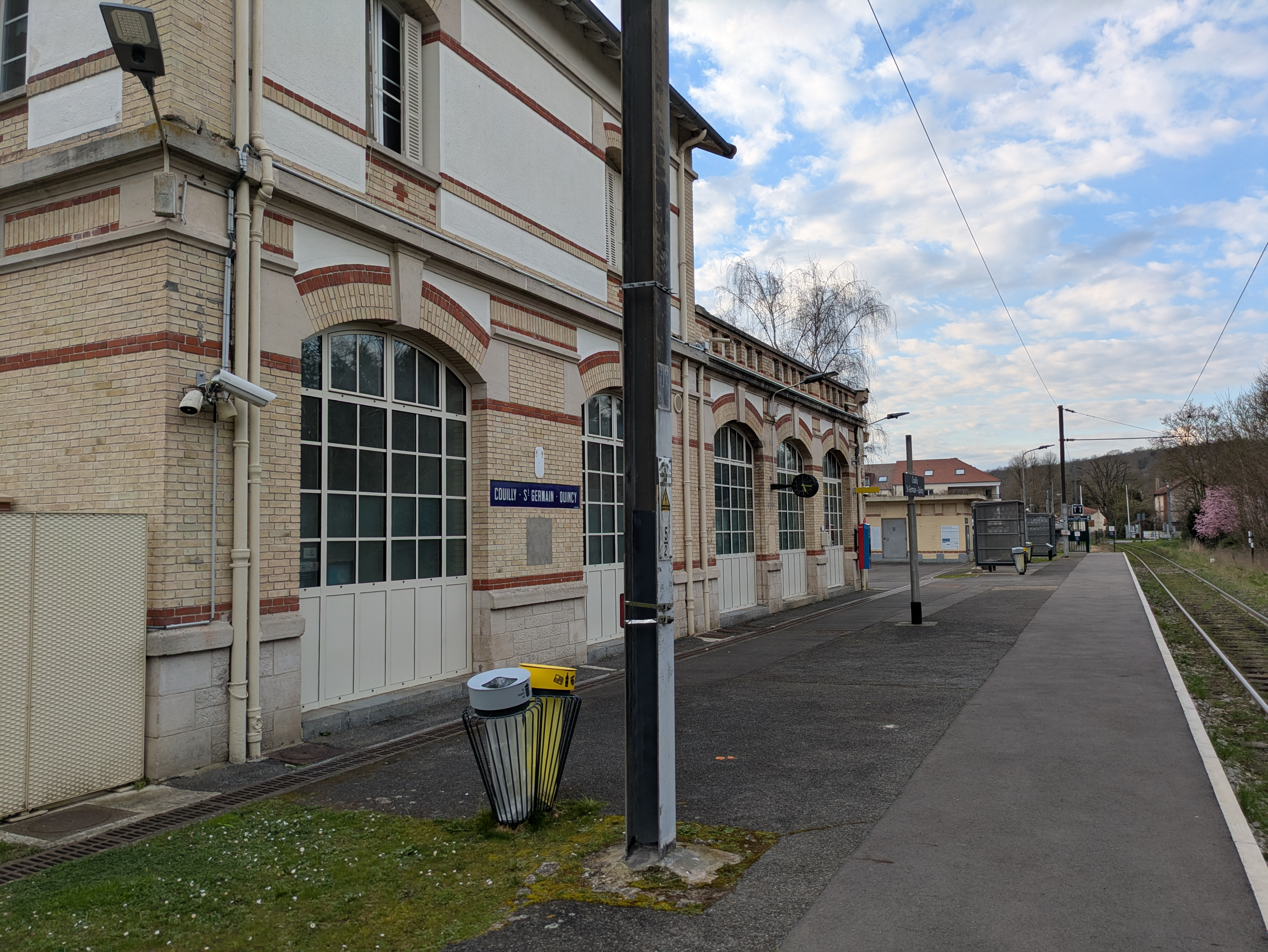
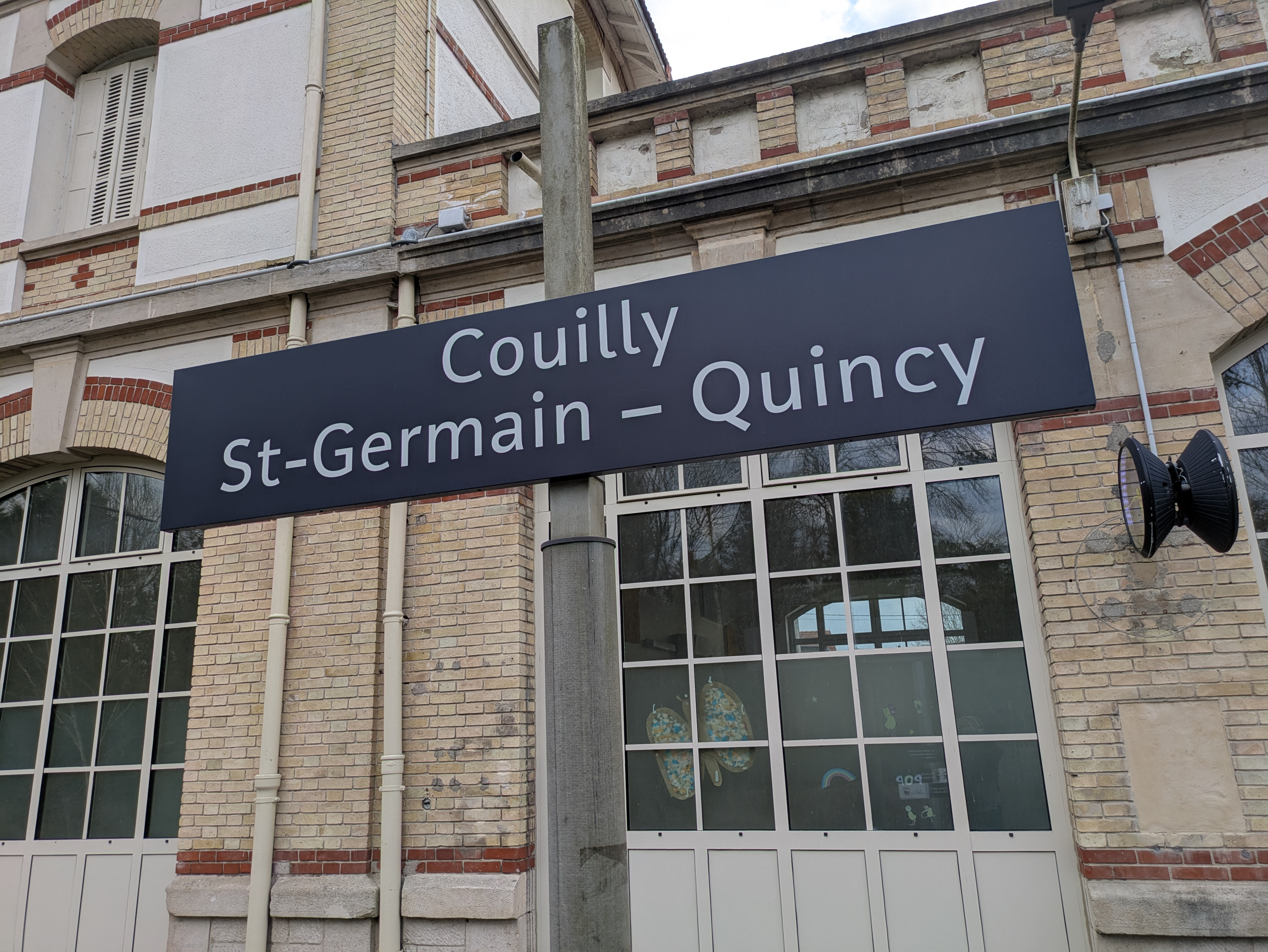
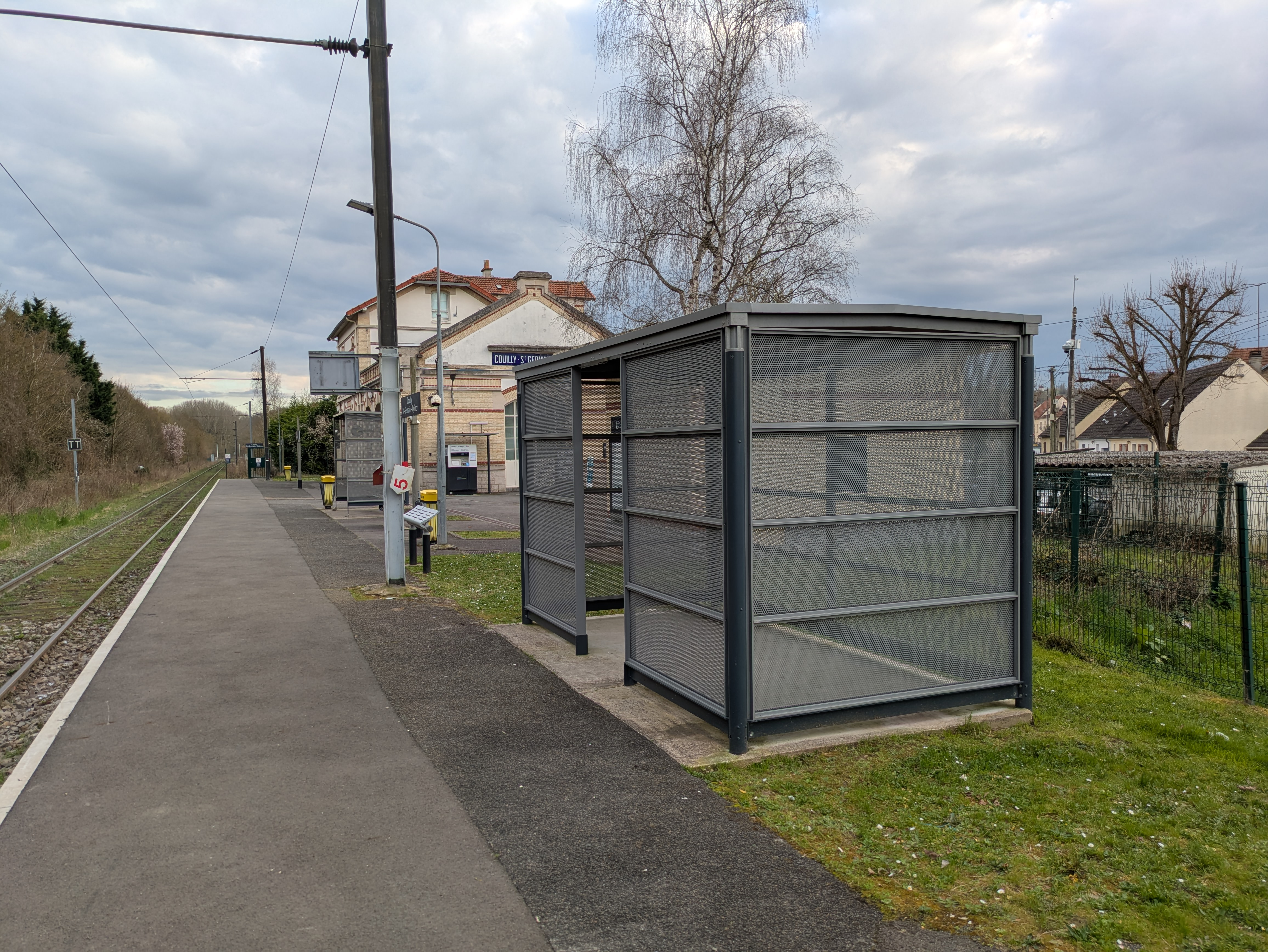

### Intermodalité
Un parking pour les véhicules est aménagé. La gare est desservie par les lignes 12 et 70 du réseau de bus Brie et 2 Morin et par la ligne 19 du réseau de bus Meaux et Ourcq.

## Projet envisagé

### Doublement de la voie à Couilly
Un projet de doublement de la voie, à hauteur de la gare de Couilly - Saint-Germain - Quincy est en cours. Il devrait permettre le croisement de deux rames, et par conséquent, le doublement des fréquences.